# سومكيد جاتوسريبيتاك
سومكيد جاتوسريبيتاك (Thai: สมคิด จาตุศรีพิทักษ์, RTGS: Somkhit Chatusiphithak, Chinese: 曾汉光). مواليد عام 1953-15 يوليو، هو خبير اقتصادي تايلاندي ومنظر أعمال وسياسي.
تلقى تعليمه من قِبل فيليب كوتلر وقد قام بتأليف كتب عن التنافسية وأيضاً قام بتدريس التسويق في الجامعات التايلاندية. كان مؤسسًا مشاركًا وزعيمًا لحزب تاي راك تاي (TRT) وكان مسؤولاً بشكل أساسي عن تطوير برنامج الحزب الاقتصادي والاجتماعي التقدمي والإصلاحي. بعد فوز الحزب في الانتخابات، شَغِل منصب نائب رئيس الوزراء ووزير المالية ووزير التجارة في حكومة ثاكسين شيناواترا. بعد الانقلاب العسكري في عام 2006 اختاره المجلس العسكري مبعوثًا اقتصاديًا ودافعًا عن أجندة "الاكتفاء الذاتي" الاقتصادية التي تحظى بتأييد العائلة المالكة.
بصفته واحدًا من 111 عضوًا تنفيذيًا في (TRT) فقد مُنع من ممارسة الأنشطة السياسية لمدة خمس سنوات بعد انقلاب 2006.
بعد انقلاب عسكري آخر في عام 2014 شَغِل منصب مستشار المجلس العسكري للعلاقات الاقتصادية الخارجية. ومنذ سبتمبر 2014 وهو عضو كامل العضوية فيما يسمى بـالمجلس الوطني للسلام والحفاظ على النظام.

## حياته
وُلِد سومكيد في بانكوك ونشأ في أسرة تايلندية صينية (تيوشيو) كبيرة ولكن متواضعة، وهي واحدة من 10 أطفال. هاجر جده الأكبر من الصين في عهد الإمبراطور جياكينغ (أوائل القرن التاسع عشر). على الرغم من ولادته ونشأته في تايلاند فلا يزال سومكيد يتحدث التايلاندية بلهجة صينية قوية. أصبح أحد إخوته الأكبر سناً "سوم جاتوسريبيتاك" فيما بعد رئيسًا لبنك مدينة سيام ووزير التجارة في حكومة تشافاليت يونغتشايوده.
زوجته "أنوراتشاني جاتوسريبيتاك تُدرس في جامعة شولالونغكورن ولديهم ثلاث أطفال.

## التعليم والوظيفة الأكاديمية
التحق سومكيد بمدرسة تريام أودوم سوكسا وتخرج بدرجة البكالوريوس من كلية الاقتصاد بـجامعة تاماسات عام 1972. بعد مده أكمل ماجستير إدارة الأعمال في المالية من كلية الدراسات العليا لإدارة الأعمال (NIDA Business School) والمعهد الوطني لإدارة التنمية (NIDA) ودرجة الدكتوراه، حصل على درجة الدكتوراه في التسويق من كلية كيلوج للإدارة بـجامعة نورث وسترن.
بعد التخرج التحق بمنصب تدريسي وأصبح أستاذًا مشاركًا في التسويق في كلية الدراسات العليا لإدارة الأعمال (NIDA Business School) كما شغل منصب عميد مشارك في كلية NIDA للأعمال. قد تأثر تفكير سومكيد كثيرًا بـ "تنافسية الأمم" لـمايكل بورتر. تركز معظم أبحاثه الأكاديمية على تطوير القدرة التنافسية الوطنية والتجارية. إلى جانب معلمه فيليب كوتلر كان مؤيدًا قويًا لمفهوم العلامة التجارية للأمة. في عام 1997 شارك سومكيد في تأليف "تسويق الأمم: نهج استراتيجي لبناء الثروة الوطنية" مع فيليب كوتلر. وضح الكتاب كيف يمكن للبلدان تحسين قدرتها التنافسية من خلال التسويق والسياسات المناسبة لدعمها وقد شدد كتاب سومكيد "بوريسات براثيت تاي" ("تايلاند إنك: المفاهيم والاستراتيجيات") على كيفية استخدام تايلاند للتسويق لتحسين قدرتها التنافسية.

## العمل الوظيفي
كان سومكيد مؤسسًا مشاركًا لمجموعة "Manager Media Group" جنبًا إلى جنب مع سوندي ليمثونغكول. وقد لعب دورًا في إنشاء معهد فاترا (Phatra) للأبحاث. وأصبح مديرًا لمجموعة ساها باتانابيبول (Saha Pattanapibul) وهي تكتل رئيسي للسلع الاستهلاكية التايلاندية. وقد  عُيَّن ليصبح مستشارًا لـبورصة تايلاند ومديرًا لـ (PTTEP) ، ومديرًا لهيئة البترول في تايلاند.

## الحياة السياسية

### مستشار وزير الخارجية ثاكسين شيناواترا
أصبح سومكيد سكرتيرًا لوزير الخارجية ثاكسين شيناواترا في ظل حكومة بانهارن سيلبا أرتشا (1995-1996).

### مستشار وزير المالية ثانونج بيدايا
أصبح سومكيد سكرتيرًا لوزير المالية ثانونج بيدايا في ظل حكومة تشافاليت يونغتشايوده (1996-1997).

### تأسيس حزب تاي راك تاي
كان سومكيد أحد مؤسسي حزب تاي راك تاي في عام 1998 إلى جانب زعيم الحزب ثاكسين شيناواترا. ظهرت مكانته الرفيعة في الحزب من خلال رفضه. المركز الثالث في قائمة حزب (TRT) الانتخابية لعام 2001 خلف ثاكسين شيناواترا وبوراتشاي بيمسومبون.
أطلق على سومكيد لقب "الرجل الذي يقف وراء علم ثاكسينوميكس" وقد كان العقل المدبر للسياسات الشعبوية التي ساعدت في دفع حزب تاي راك تاي إلى فوز ساحق في الانتخابات عام 2001. قالت صحيفة فار ايسترن ايكونوميك ريفيو ان (TRT) "فازت باحتضانها الشعبوية على نطاق واسع". تضمنت الابتكارات الرئيسية في سياسة سومكيد برنامج الرعاية الصحية الشاملة وصناديق تنمية بقيمة مليون بات تايلاندي لكل قرية من القرى في تايلاند البالغ عددها 70.000، وتجميد قرض لمدة 3 سنوات للمزارعين وخصخصة المسار السريع للمؤسسات الحكومية وشركة إدارة الأصول الوطنية (AMC) للشراء، إلى 20 مليار دولار من الديون المعدومة التي تحملها البنوك التايلاندية.
كان سومكيد أيضًا رائدًا في سياسة المشاريع الريفية الصغيرة والمتوسطة (SME) لحزب (TRT). بالرغم من أن الزراعة لا تزال أهم قطاع اقتصادي، حيث يعمل بها 60-70 ٪ من سكان تايلاند. كان التحدي الاقتصادي هو تطوير القطاع الزراعي وربطه بالقطاع الحديث. أصبح هذا أحد المبادئ التأسيسية لبرنامج حكومة ثاكسين الشهير One Tambon One Product (OTOP). في ذلك الوقت صرحت صحيفة ذا نيشن بأن هذه السياسات "ترقى إلى مستوى ثورة في السياسة العامة التايلاندية".

### وزير في حكومة تاكسين
مع فوز (TRT) الساحق في الانتخابات عام 2001 ، كان سومكيد عضوًا أساسيًا في مجلس الوزراء الاقتصادي الداخلي لثاكين - بدأ كوزير للمالية ثم أصبح وزيرًا للتجارة.

### وزير المالية
في فترة ولايته كوزير للمالية (فبراير 2001 إلى فبراير 2003)
- أشرف على تعديل إداري في شركة الخطوط الجوية الدولية التايلاندية.
- قاد إنشاء المؤسسة الوطنية لإدارة الأصول (AMC).
- دعم إعادة الهيكلة المثيرة للجدل لصناعة البتروكيماويات التايلاندية (TPI) التابعة لشركة براتشاي ليوبهاي راتانا.[6]
- في عام 2002 أنشأ سومكيد برنامج صندوق القرية وقد منح هذا البرنامج كل قرية من القرى التايلاندية البالغ عددها 70.000 صندوقًا ذاتي الإدارة بقيمة مليون بات تايلاندي (حوالي 25000 دولار أمريكي) لاستخدامه في الاستثمارات الاجتماعية والاقتصادية الشعبية.

### وزير التجارة
في فترة توليه منصب وزير التجارة (أغسطس 2005 إلى سبتمبر 2006)
- أشرف على استرداد صناعة السياحة في ساحل أندامان بعد كارثة تسونامي عام 2004.
- وافق على رسم خارطة طريق شاملة لزيادة التجارة والاستثمار والتعاون مع المملكة المتحدة.[7]
- عزز حوافز مجلس الاستثمار في ثلاثة قطاعات مستهدفة - الإلكترونيات والبتروكيماويات وإطارات السيارات.[8]

خلال المظاهرات المناهضة لثاكسين في 2005-2006 أشار ثاكسين إلى أن سومكيد كان واحدًا من أربعة أفراد قد يخلفونه كرئيس للوزراء إذا استقال.
في مارس 2006 أثناء ذروة الاحتجاجات المناهضة لثاكسين، خضع سومكيد لعملية رأب الوعاء بالبالون لتخفيف جلطة دموية في أحد الشرايين القريبة من قلبه.
بعد إعلان ثاكسين شيناواترا أنه لن يقبل رئاسة الوزراء من البرلمان بعد انتخابات أبريل 2006 كان يُنظر إلى سومكيد من قِبل الجميع على أنه بديل محتمل. وفي استطلاع لرجال الأعمال قال 57٪ أن سومكيد هو المرشح الأنسب لمنصب رئيس الوزراء الجديد. ثاني أعلى سياسي في (TRT) كان بوكين بهالاكولا الذي حصل على 12٪ فقط. بعد فترة وجيزة، تحالف واسع من جماعات (TRT) بما في ذلك وانغ نام يوم (130 نائبا) ريم نام (15 نائبا) لامتاكونغ (7 نواب) وانغ فيا ناج (10 نواب) تشون بوري (7 نواب) والمقاطعات الوسطى. قرر (10 نواب) الضغط من أجل سومكيد جاتوسريبيتاك كرئيس للوزراء المقبل.

### بعد إنقلاب 2006
قام الجيش التايلاندي بـانقلاب ناجح ضد حكومة ثاكسين في 19 سبتمبر 2006. في ذلك الوقت كان سومكيد في باريس لحضور المعرض الثقافي التايلاندي الفرنسي مع الأميرة سيريندهورن ووزير الخارجية كانتاثي سوبامونغكون وفي 21 سبتمبر 2006 عاد إلى بانكوك. على عكس العديد من كبار أعضاء حكومة تاكسين لم يتم القبض عليه من قبل المجلس العسكري. بقى سومكيد بعيدًا عن الأنظار حتى 2 أكتوبر 2006 استقال من حزب تاي راك تاي إلى جانب ثاكسين شيناواترا.
واستمر في القيادة متخفياً، حتى فبراير 2007  عُيَّن رئيسًا للجنة الحكومية المكلفة "بالوعظ" بسياسة الملك بوميبول الاقتصادية للاكتفاء الذاتي. أثار التعيين جدلًا كبيرًا حيث ادعى النقاد أن قيصر الاقتصاد الشعبوي ليس له دور في تعزيز الاكتفاء الذاتي. تم دعم تعيين سوكميد من قبل الجنرال سابرانج كالياناميتر وهو عضو قوي في المجلس العسكري، وسوندي ليمثونغكول من تحالف الشعب من أجل الديمقراطية وهو زميل قديم لسومكيد. قرر سومكيد في وقت لاحق الاستقالة من اللجنة التي تم حلها بعد ذلك. تطوع وزير المالية بريدياتورن ديفاكولا وهو خصم سومكيد منذ فترة طويلة للمساعدة في أداء دور اللجنة ونفى أي دور في استقالة سومكيد.
في أوائل مايو 2007 قالت مجموعة من أعضاء مجلس الشيوخ المنتخبين السابقين إنهم مستعدون لدعم سومكيد في تشكيل حزب سياسي جديد تسمى مجموعة دارما ثيباتاي. ومن بين هؤلاء سورابورن دانيتانغتراكون وأنيك لاوثاماتاس (الزعيم السابق لحزب ماهاتشون) وأعضاء تاي راك تاي السابقون سوراناند فيجاجيفا وبيمول سريفيكورن. في 26 يونيو 2007 أسسوا روام جاي تاي. مع ذلك أصدرت المحكمة الدستورية في 30 مايو 2007 حكماً يمنع جميع الأعضاء التنفيذيين السابقين البالغ عددهم 111 في حزب تاي راك تاي بمن فيهم سومكيد، من تولي مناصب سياسية لمدة خمس سنوات.
في عام 2012 أسس سومكيد معهد تايلاند للدراسات المستقبلية وهو مركز فكري ترعاه كبرى الشركات التجارية التايلاندية ويسعى إلى توفير الأبحاث والاستشارات للهيئات العامة والقطاع الخاص.

### مستشار وعضو المجلس العسكري 2014
بعد انقلاب 22 مايو 2014 عيّن المجلس العسكري - الذي يطلق على نفسه المجلس الوطني للسلام والنظام (NCPO) - سومكيد عضوًا في "المجلس الاستشاري" المسؤول عن العلاقات الاقتصادية الخارجية وخاصة مع الدول الآسيوية الصين واليابان. في 16 سبتمبر تم تعيين سومكيد - كواحد من اثنين من المدنيين - كعضو في (NCPO).

### بعد مغادرة مجلس الوزراء
بعد مغادرته مجلس الوزراء العسكري في عام 2020 انضم جاتوسريبيتاك إلى حزب سانج أنجانوت تاي (بناء مستقبل تايلاند) الذي تم تشكيله مؤخرًا والذي أسسه زملائه الوزراء السابقين سونتيرات سونتيجيراونج وأوتاما سافانايانا ووافق على أن يكون مرشحًا لمنصب رئيس الوزراء إذا فاز الحزب بما لا يقل عن 25 مقعدا في الانتخابات العامة المقبلة.

## أعماله
- (شارك في تأليفه مع فيليب كوتلر وليام فاهي). المنافسة الجديدة. إنجليوود كليفس، نيوجيرسي: برنتيس هول. 1985. ISBN 0136120784.
- السلوك التصديري لشركات التصنيع. آن أربور، ميشيغان: مطبعة أبحاث UMI. 1986. ردمك 0835717232.
- (شارك في تأليفه مع فيليب كوتلر وسوفيت ميسينسي). تسويق الأمم: نهج استراتيجي لبناء الثروة الوطنية. نيويورك: فري برس. 1997. ISBN 068483488X.